# Elton (singolo)
Elton è il sesto singolo della cover band statunitense Me First and the Gimme Gimmes, pubblicato per la Honest Don's Records il 9 febbraio 1999. Questo singolo è composto di cover di Elton John. È stato pubblicato in un totale di 4,124 copie. 
La Honest Don's Records (poi inglobata dalla Fat Wreck Chords) aveva l'abitudine di personalizzare il proprio marchio su tutti i dischi e singoli editi; il nome indicato su Elton è "Honest Dons' Wammie Winning Jerks".

## Tracce
1. Don't Let the Sun Go Down on Me – 3:49
2. Rocket Man – 3:15

## Formazione
- Spike Slawson - voce
- Joey Cape - chitarra
- Chris Shiflett - chitarra
- Fat Mike - basso, voce
- Dave Raun - batteria